# 巴莱尼亚
巴莱尼亚（西班牙語：Balenyá）是西班牙加泰罗尼亚巴塞罗那省的一个市镇。总面积17平方公里，总人口3728人（2013年），人口密度214人/平方公里。